# Franz Ries
Franz Ries (Berlín, 7 d'abril, 1846 - Naumburg, 20 de juny, 1932), va ser un violinista, compositor, comerciant de música i editor musical alemany.

## Biografia
Franz Ries era el fill petit del violinista i compositor Hubert Ries. Es va formar com a violinista sota la direcció del seu pare i de Friedrich Kiel a Berlín i al Conservatori de París amb Lambert Massart i Henri Vieuxtemps. Tanmateix, després d'una carrera curta i brillant, va haver de renunciar a la seva carrera de virtuós a causa d'un trastorn nerviós el 1873 i després es va dedicar a l'ofici de la música. A partir de 1874 va dirigir la seva pròpia empresa a Dresden, que també incloïa un departament de concerts. El 1881, Ries va fusionar el seu negoci amb l'editorial fundada per Hermann Erler (1844–1918) a Berlín el 1872. A partir d'aleshores, la nova empresa es va anomenar Ries & Erler i encara existeix avui dia.
El 1884, Ries va vendre la seva botiga de música, que encara existia a Dresden, i es va concentrar en la seva feina com a editor, actuant de tant en tant com a violinista en cercles reduïts. Després de la mort d'Erler, va continuar dirigint l'editorial en solitari. El 1924 es va retirar de la vida empresarial, es va traslladar a Naumburg i va deixar l'editorial al seu fill Robert (1889–1942).

## Obra
Les composicions de Ries inclouen obres per a violí i piano, música de cambra (quartets de corda, quintet de corda), obres orquestrals i cançons. En particular, s'han distribuït àmpliament dues suites per a violí i piano, així com diversos llibres de cançons. Les obres més importants de Franz Ries són dos quartets de corda (opp. 5 i 22) i un quintet de corda (do menor op. 28).